# Середземноморський складчастий пояс

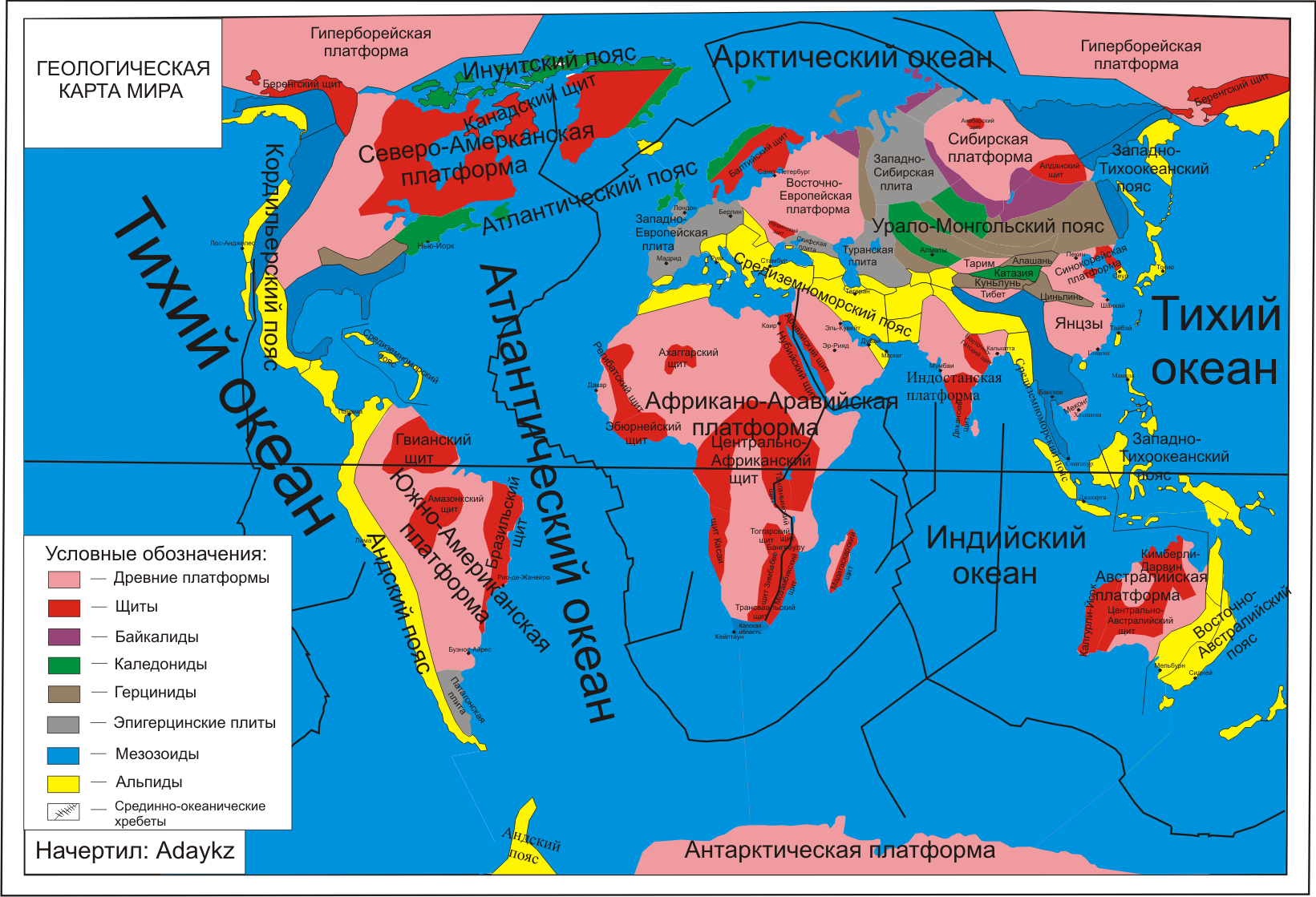
Складчасті пояси на мапі світу

Середземноморський складчастий пояс — складчастий пояс, що перетинає земну кулю в широтному напрямку від Карибського до Південнокитайського моря, відокремлюючи південну групу прадавніх платформ, які до середини юри складали суперконтинент Гондвану, від північної групи: Північно-Американської, Східноєвропейської, Таримської, Китайсько-Корейської. На заході зчленовується з Східно-Тихоокеанським (Кордильєрським), на сході — із Західно-Тихоокеанським поясами. Після повного розкриття в середині крейди Атлантичного океану пояс замкнув на заході, упираючись в останній. Іноді цей пояс називають Альпійсько-Гімалайський, а в Центральній Америці також називають Карибським.